# Luce Baillargeonová
Luce Baillargeonová (* 24. července 1977) je bývalá kanadská zápasnice – judistka.

## Sportovní kariéra
Vrcholově se připravovala v Montréalu pod vedením reprezentačního trenéra Sylvaina Héberta. V kanadské ženské reprezentaci se pohybovala od roku 1997 v pololehké váze do 52 kg. V roce 2000 se kvalifikovala na olympijské hry v Sydney, kde v úvodním kole nestačila na Japonku Noriko Narazakiovou. Od roku 2001 startovala ve vyšší lehké váze do 57 kg, ve které se v kanadské reprezentaci neprosazovala na úkor Michelle Buckinghamové. Sportovní kariéru ukončila v roce 2005.

## Výsledky
| Turnaj                  | 1994           | 1995           | 1996           | 1997           | 1998           | 1999           | 2000           | 2001       | 2002       | 2003       | 2004  |  |
| Turnaj                  | 17             | 18             | 19             | 20             | 21             | 22             | 23             | 24         | 25         | 26         | 27    |  |
| Turnaj                  | pololehká váha | pololehká váha | pololehká váha | pololehká váha | pololehká váha | pololehká váha | pololehká váha | lehká váha | lehká váha | lehká váha | pl.v. |  |
| ----------------------- | -------------- | -------------- | -------------- | -------------- | -------------- | -------------- | -------------- | ---------- | ---------- | ---------- | ----- |  |
| Olympijské hry          |                |                | —              |                |                |                | úč.            |            |            |            | —     |  |
| Mistrovství světa       |                | —              |                | 5.             |                | 7.             |                | —          |            | —          |       |  |
| Panamerické hry         |                | —              |                |                |                | 3.             |                |            |            | —          |       |  |
| Panamerické mistrovství | —              |                | —              | ?              | 5.             | —              | —              | —          | —          | —          | úč.   |  |
| MS juniorů              | 2.             |                |                |                |                |                |                |            |            |            |       |  |